# Marlbrook (Worcestershire)
Marlbrook – wieś w Anglii, w hrabstwie Worcestershire, w dystrykcie Bromsgrove. Leży 23 km na północny wschód od miasta Worcester i 163 km na północny zachód od Londynu.